# Noiret
Noiret je priimek več oseb:
- Charles-Jean-Roger Noiret, francoski general
- Louis-Émile Noiret, francoski general
- Philippe Noiret, francoski igralec